# Stathmonotus culebrai
Stathmonotus culebrai är en fiskart som beskrevs av Seale, 1940. Stathmonotus culebrai ingår i släktet Stathmonotus och familjen Chaenopsidae. IUCN kategoriserar arten globalt som livskraftig. Inga underarter finns listade i Catalogue of Life.